# Genolier
Genolier este un oraș în districtul Nyon, cantonul Vaud, Elveția.